# I tre volti
I tre volti (en Argentina, Los tres rostros de una mujer; en Colombia, Los tres rostros de Soraya; en España, Tres perfiles de mujer) es una película italiana de tres episodios de 1965 dirigida por Michelangelo Antonioni, Mauro Bolognini y Franco Indovina, la cual fue producida por Dino de Laurentiis y protagonizada por la princesa Soraya de Irán, para su eventual lanzamiento como actriz.

## Sinopsis

### Primer Episodio: "Il provino" ("La Pruebita"o"Prefacio")
- Dirección: Michelangelo Antonioni.
- Guion: Tullio Pinelli.
- Elenco: Soraya, Dino De Laurentiis, Alfredo De Laurentiis, Ivano Davoli, Giorgio Sartarelli, Ralph Serpe, Piero Tosi, Ivano Davoli.

Un periodista descubre que Soraya, la exesposa del Sha de Irán, quiere convertirse en actriz y trata de convencer al director del periódico de que le deje cubrir esa noticia. En este episodio se incluyen también las pruebas de cámara, maquillaje, peinados y vestuario hechas en la vida real a Soraya para esta película.

### Segundo Episodio: "Gli amanti celebri" ("Los amantes célebres")
- Dirección: Mauro Bolognini.
- Guion: Franco Brusati, Tullio Pinelli, Clive Exton.
- Elenco: Soraya, Richard Harris, José Luis de Vilallonga, Esmeralda Ruspoli, Jean Rougeul.

Linda (Soraya) es una mujer infelizmente casada con Robert (Richard Harris), un escritor venido a menos, hasta que un buen día ella se reencuentra con su exnovio Rodolph (José Luis de Villalonga), a quien le propone divorciarse de su esposo para fugarse con él.

### Tercer Episodio: "Latin Lover"
- Dirección: Franco Indovina.
- Guion: Rodolfo Sonego, Alberto Sordi y Franco Indovina.
- Elenco: Soraya, Alberto Sordi, Goffredo Alessandrini, Nando Angelini, Alberto Giubilo, Renato Tagliani.

La Sra. Neville (Soraya), una próspera e importante empresaria estadounidense, llega a Roma para la firma de un importante contrato con una multinacional; solo que no contaba que la agencia encargada de su establecimiento en la capital italiana también le facilitó un acompañante (Alberto Sordi), quien no la deja ni a sol ni a sombra.
Este es considerado como el mejor episodio de la película.